# Benjamin Biolay
Benjamin Biolay (født 20. januar 1973) er en fransk sanger, skuespiller og komponist.
Han var gift med Chiara Mastroianni (datter af den international italiensk skuespiller Marcello Mastroianni) som han sang med på albummet Home i 2004. 
Han har skrevet mange sange til mange fransktalende sangere såsom Henri Salvador og yngre artister.

## Diskografi (i udvalg)
- 2004 : Home med Chiara Mastroianni